# 마하라자 삼크쇼바
마하라자 삼크쇼바(Maharaja Samkshobha)는 굽타 제국의 봉신국인 파리브라자카 왕조의 통치자였다. 마하라자 삼크쇼바는 그의 아버지 하스틴의 뒤를 이어 18개의 왕국을 포함한 조상들의 영토 전체를 물려받았다. 그의 아버지처럼, 그는 또한 종교적인 가치를 위한 토지 보조금을 만들었다. 그는 정통 바르나와 아슈라마 제도를 유지했다.
시바를 신봉했던 그의 아버지와는 달리, 삼크쇼바의 코흐 비문은 바수데바 신에 대한 신봉과 함께 펼쳐진다. 그는 아마도 그와 함께 끝났을 것으로 보이는 왕조의 마지막으로 알려진 인물이다. 파리브라자카 왕조의 종말은 아마도 중앙 인도에서 아울리카라 왕조가 뒤따랐던 굽타 왕조의 종말과 일치했을 것이다.